# Annie Murphy

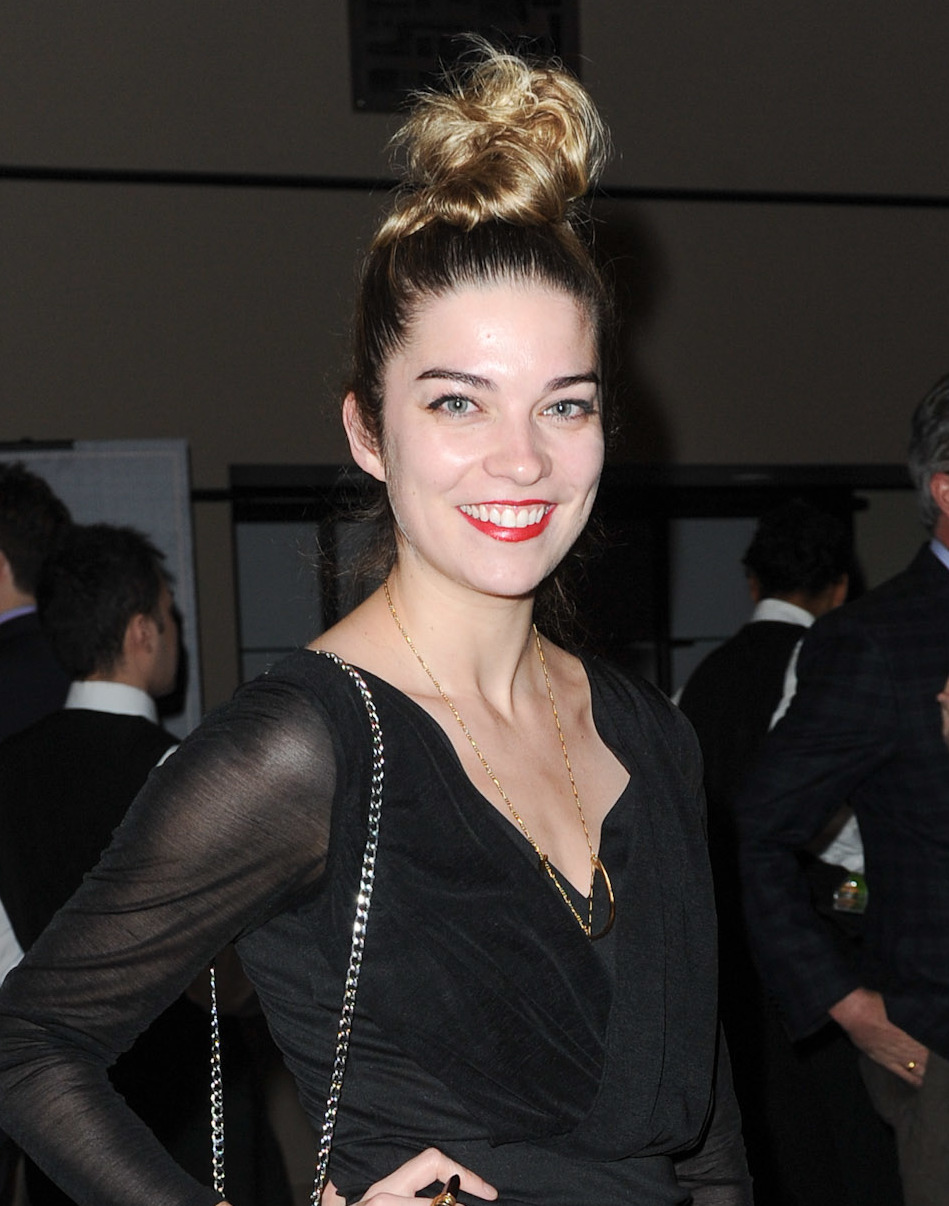
Annie Murphy (2015)

Anne Frances Murphy (ur. 19 grudnia 1986 w Ottawie) – kanadyjska aktorka, nagrodzona Emmy i nominowana do Złotego Globu za rolę w serialu Schitt’s Creek.

## Filmografia

### Filmy
| Rok  | Tytuł                  | Rola                  | Uwagi           |
| ---- | ---------------------- | --------------------- | --------------- |
| 2008 | Story of Jen           | Ana                   |                 |
| 2010 | Lick                   | Jennifer              |                 |
| 2010 | A Windigo Tale         | Friend in Art Gallery |                 |
| 2012 | Overwatch              | Clare                 | krótkometrażowy |
| 2014 | Saturday Night Special | Charlotte             | krótkometrażowy |

### Telewizja
| Rok       | Tytuł                    | Rola               | Uwagi    |
| --------- | ------------------------ | ------------------ | -------- |
| 2007      | Lethal Obsession         | Sarah              | film TV  |
| 2007      | The Business             | Lawyer             | 1 odc.   |
| 2008      | Od sklepowej do królowej | Kid on Phone       | film TV  |
| 2009      | The Beautiful Life       | Sarah              | 1 odc.   |
| 2010      | Blue Mountain State      | Jill               | 2 odc.   |
| 2011      | Against the Wall         | Tanya              | 1 odc.   |
| 2012      | Piękna i Bestia          | Amy                | 1 odc.   |
| 2012      | Punkt krytyczny          | Daycare Worker #2  | 1 odc.   |
| 2012      | Good God                 | Tara               | 1 odc.   |
| 2012      | Nowe gliny               | Angela Kehoe       | 1 odc.   |
| 2015      | The Plateaus             | Morgan             | 10 odc.  |
| 2015–2020 | Schitt’s Creek           | Alexis Rose        | 80 odc.  |
| 2021      | Kevin Can F**k Himself   | Allison            | gł. rola |
| 2022      | Russian Doll             | młoda Ruth Brenner | 5 odc.   |